# Висока мода (фільм, 1994)
«Висока мода» (фр. «Prêt-à-Porter») — американський сатирично-комедійно-драматичний кінофільм 1994 року, знятий режисером Робертом Олтменом на кіностудії «Miramax Films», з Марчелло Мастроянні і Анук Еме у головних ролях.

## Сюжет
До Парижа на тиждень високої моди з'їжджаються відомі кутюр'є, топмоделі, видавці глянсових журналів. Перед глядачем проходить низка модних показів, а за лаштунками непомітно для об'єктивів кінокамер неспішно розгортаються прості історії: двох журналістів, чоловіка і жінки, не знайомих одне з одним, селять в один номер готелю, і цей тиждень перетворюється для них на медовий місяць, син власниці будинку моди потай від матері продає сімейну справу шевцеві з Техасу, три редактори модних журналів домагаються контракту з престижним фотографом, а італійський комуніст, що прибув з Москви, стає випадковим свідком смерті організатора показу і знову зустрічає своє давнє кохання — його вдову.
«Родзинка» фільму у появі на екрані десятків публічних та медійних персон: кінозірок, модельєрів, дизайнерів, репортерів та просто заїжджих завсідників тусовок. Деяким з них відведено великі ролі, а деякі з'являються в крихітних камео на кілька секунд. Також фільм відомий фінальною сценою, в якій на подіумі дефілюють абсолютно оголені моделі.

## У ролях
- Марчелло Мастроянні — Сергій/Серджо
- Анук Еме — Сімон Ловенталь
- Руперт Еверетт — Джек Ловенталь
- Софі Лорен — Ізабелла де Лафонтен
- Жан-П'єр Кассель — Олів'є де Лафонтен
- Джулія Робертс — Енн Ейзенхавер
- Тім Роббінс — Джо Флінн
- Кім Бейсінгер — Кітті Поттер
- Лорен Беколл — Слім Крайслер
- Лайл Ловетт — Клінт Ламмерокс
- К'яра Мастроянні — Софі Шозе
- Стівен Рі — Майло О'Бренніген
- Россі де Пальма — Піллар
- Тара Леон — Кікі Сімпсон
- Джорджанна Робертсон — Дейн Сімпсон
- Лілі Тейлор — Фіона Ульріх
- Уте Лемпер — Альбертіна
- Форест Вітакер — Сі Б'янко
- Том Новембр — Реджі
- Річард Е. Грант — Корт Румні
- Анна Кановас — Віолетта Румні
- Трейсі Ульман — Ніна Скант
- Саллі Келлерман — Сіссі Вонамейкер
- Лінда Гант — Реджина Крумм
- Тері Гарр — Луїза Гамільтон
- Денні Аєлло — майор Гамільтон
- Жан Рошфор — інспектор Танпі
- Мішель Блан — інспектор Форже
- Б'єрк — модель
- Гаррі Белафонте — камео
- Анелло Капуано — камео
- Гелена Крістенсен — камео
- Шер — камео
- Девід Копперфілд
- Джаміліана — камео
- Ельза Кленш — камео
- Серж Молітор — камео
- Татьяна Патитц — камео
- Паоло Бульгарі — модельєр і кутюр'є
- Жан-Поль Готьє — модельєр і кутюр'є
- Крістіан Лакруа — модельєр і кутюр'є
- Іссей Міяке — модельєр і кутюр'є
- Клод Монтана — модельєр і кутюр'є
- Тьєрі Мюглер — модельєр і кутюр'є
- Соня Рікель — модельєр і кутюр'є
- Нікола Труссарді — модельєр і кутюр'є
- Джанфранко Ферре — модельєр і кутюр'є
- Лінда Євангеліста — модель
- Наомі Кемпбелл — модель
- Клаудія Шиффер — модель
- Карла Бруні — модель
- Тетяна Сорокко — модель
- Сюзі Бік — модель
- Рошумба Вільямс — модель
- Адріана Скленарікова — модель
- Єва Салвейл — модель
- Тарлінгтон Крісті — модель
- Емма Віклунд — модель

## Знімальна група
- Режисер — Роберт Олтмен
- Продюсер — Роберт Олтмен, Скотт Бушнелл
- Автор сценарію — Роберт Олтмен, Барбара Шулгассер
- Оператор — Жан Лепін, П'єр Міньйо
- Композитор — Мішель Легран